# Литл Маунтин (Јужна Каролина)
Литл Маунтин (енгл. Little Mountain) град је у америчкој савезној држави Јужна Каролина.

## Демографија
По попису из 2010. године број становника је 291, што је 36 (14,1%) становника више него 2000. године.
| Група             | 2000.       | 2010.       |
| Белци             | 221 (86,7%) | 238 (81,8%) |
| Афроамериканци    | 33 (12,9%)  | 48 (16,5%)  |
| Азијати           | 0 (0,0%)    | 1 (0,3%)    |
| Хиспаноамериканци | 1 (0,4%)    | 0 (0,0%)    |
| Укупно            | 255         | 291         |